# Het dessert
Het dessert is een olieverfschilderij van de Nederlandse kunstschilder David Oyens, geschilderd in 1882. Het toont twee keuvelende jongedames, terwijl ze zich tegoed doen aan enkele lekkernijen. Het doek bevindt zich sinds 1932 in de collectie van het Museum Boijmans Van Beuningen te Rotterdam.

## Stijl en thematiek
David Oyens, telg uit een welgestelde Amsterdamse bankiersfamilie, vestigde zich begin jaren 1860 in Brussel, samen met zijn tweelingbroer Pieter. Hij schilderde in een realistische stijl, waarbij de invloed van Hollandse meesters als Frans Hals en Rembrandt duidelijk herkenbaar is, met name in de natuurlijkheid en lichtwerking. Toch was hij in de jaren 1875-1890 - net als zijn broer, die in een vergelijkbare trant schilderde - veel van zijn Nederlandse collega's duidelijk vooruit, door relatief vroeg aan te haken bij de nieuwe stroming van het impressionisme, zowel in de uitvoering als qua thematiek. Hij hanteerde een losse, impulsieve, voor die tijd gedurfde toets en gebruikte een warm doch helder coloriet. Daarbij koos hij vooral onderwerpen uit zijn dagelijks leven, een soort van "snapshots", met Het dessert uit 1882 als exemplarisch voorbeeld. Ook bij Degas en Renoir komen we dergelijke caféhoekjes tegen. Een opvallende thematische overeenkomst is er met Five O'Clock Tea van Degas' leerlinge Mary Cassatt, dat Oyens kan hebben gezien op "L’exposition des Indépendants" van 1880, tijdens een toenmalig bezoek aan Parijs.

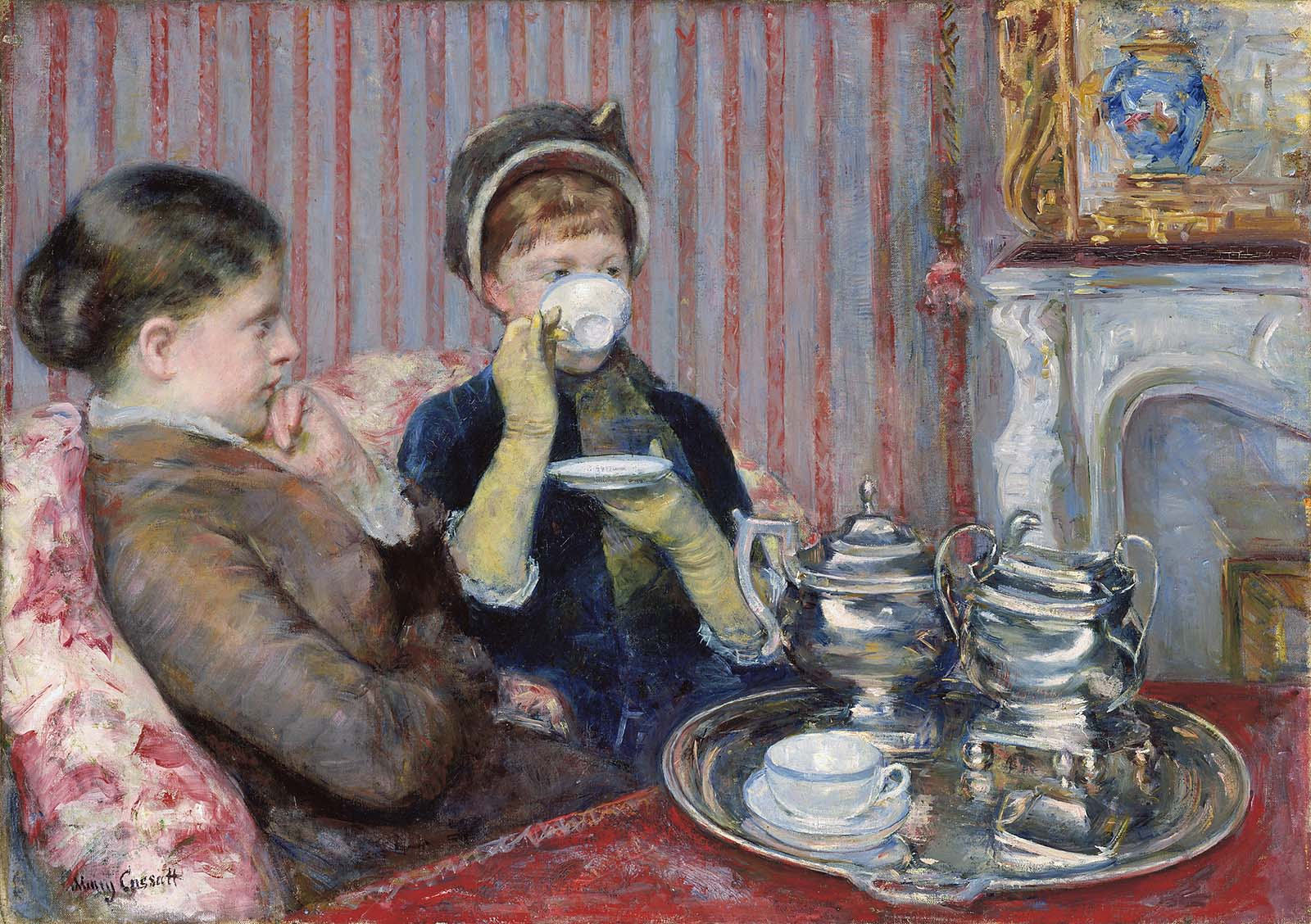
Mary Cassatt: Five O'Clock Tea, 1880.

## Afbeelding
In Het dessert schildert Oyens een intiem, enigszins Frans ogend tafereel, met twee tafelende jongedames, vastgelegd tijdens een terloops moment. Sfeer en gebaren zijn treffend en met veel gevoel weergegeven. De achterste vrouw lijkt net met een onopvallend gebaar haar vinger af te likken of iets van haar lippen weg te nemen. Onderwijl kijkt ze aandachtig luisterend naar haar vriendin, die aan het vertellen is. De lichtinval van links versterkt het contrast tussen het okergeel van het tafeltje en de egale achtergrond met de zwart- en bruintonen van de kleding der dames.
Voorstelbaar is dat Oyens aan en belendend tafeltje heeft gezeten en een foto van beide vrouwen heeft gemaakt. Dat is echter niet het geval. Vergelijkingen met ander werk uit zijn oeuvre leert echter dat het werk zo goed als zeker in zijn atelier in scène is gezet: zowel de modellen als het meubilair (tafel, stoelen, piano) komen we ook op ander werk van Oyens weer tegen.

## Titel en historie
In de literatuur en op internet wordt het hier besproken werk ook wel aangehaald onder titels als In het restaurant, In het café of Le dejeuner. Het werk werd echter in 1882 tentoongesteld onder de titel Het dessert. In 1932 werd het door Julius Schreuder gelegateerd aan museum Boijmans Van Beuningen te Rotterdam, dat het werk nog steeds in bezit heeft.